# Histoire de l'avortement
L’histoire de l'avortement le fait remonter à l'Antiquité. Pratiqué dans toutes les sociétés, les techniques (herbes et potions abortives, utilisation d'objets tranchants, curetage, application d'une forte pression abdominale) et les conditions dans lesquelles l'avortement a été réalisé ont changé dans les pays où est reconnu le droit à l'avortement mais il demeure un fait de société. Dans le monde, les droits reproductifs pour les femmes tendent à favoriser le droit à l'avortement (libéralisé dans plus de 50 pays entre le milieu des années 1990 et 2020), notamment sur des bases issues de la recherche scientifique, en s'appuyant notamment sur des études montrant que l'avortement à risque est responsable d'un décès maternel sur huit dans le monde (estimation publiée en 2011), risque concentré dans les pays pauvres où l'avortement est souvent illégal. Prévenir ces avortements à risque est une priorité retenue par 193 pays ayant adhéré aux ODD (Objectifs de développement durable des Nations-Unies) concernant la réduction de la mortalité maternelle. Quelques pays, (États-Unis sous l'Administration Trump, Pologne et Nicaragua) ont récemment rendu l'accès à l'avortement plus difficile.

## Pratique ancienne, souvent clandestine et sous-estimée
Les recherches scientifiques en Histoire ont montré que l'avortement a toujours été utilisé par les femmes, avec différentes méthodes — dont l'efficacité n'était pas toujours avérée —  transmises de façon intergénérationnelle.
Dans les lieux où l'avortement est interdit, controversé et stigmatisé, les chercheurs et les enquêtes statistiques régionales ou nationales sont confrontés à un niveau important de sous-déclaration, et ils ne peuvent pratiquement recruter des participants aux études ; en outre beaucoup de bailleurs de fonds craignent les opposants à l'avortement ou une perte du soutien politique à la recherche mais — insiste Diana Greene Foster dans Nature (novembre 2021) — « plus un sujet est controversé, plus il est important que les décisions soient éclairées par des preuves rigoureuses ».
La variabilité spatiotemporelle de la disponibilité et de la fiabilité des données, et en particulier la sous-estimation du nombre d'avortements ou d'une part de ses motivations, posent problème pour la gouvernance des investissements dans les programmes de recherche et de politiques de santé mondiale (santé reproductive notamment). Les chercheurs ne sont pas en mesure d'évaluer et de surveiller finement les tendances en matière de grossesses non désirées et de la pratique de l'avortement. Certains tentent de combler cette lacune par l'élaboration de modèles statistiques d'estimation du nombre de grossesses non désirées et d'avortements, afin d'aider à tendre vers une équité mondiale en matière de santé, de droits sexuels et reproductifs[réf. nécessaire].

### Dans l'Antiquité
En Mésopotamie antique, le Code de Hammurabi daté d'environ 1750 av. J.-C. interdit l'avortement. En Égypte antique, le papyrus Ebers contient des prescriptions pour faire avorter les femmes. Ainsi, dès l'Antiquité, des politiques ont tenté de contrôler la fécondité. L'avortement est poursuivi très strictement chez les Hébreux.
Dans la Grèce classique et la Rome antique, l'avortement est une pratique réprouvée (car elle prive le père de son droit de disposer de sa progéniture comme il l'entend) mais non interdite par un texte législatif. Le Serment d’Hippocrate, texte fondateur de la déontologie médicale occidentale, a été interprété à tort comme l'origine de l’interdiction de l’avortement, mais le texte ne fait que prohiber l'utilisation des substances abortives les plus dangereuses,. Ce n'est qu'avec le besoin de gérer l'équilibre démographique que les empereurs romains Septime Sévère et Caracalla punissent dans des rescrits l'avortement au IIIe siècle. À cette époque, une plante (le silphium) servait principalement comme abortif et contraceptif. On retrouve également l'usage de la myrrhe en application locale.

### Dans l'Occident chrétien
La très grande majorité des Églises chrétiennes condamnent fermement l'avortement mais, au Moyen Âge, la sanction est différente selon que l'avortement est pratiqué avant ou après l'animation du fœtus. Au XIIIe siècle, les théologiens chrétiens optent pour une animation différenciée entre garçons et filles : ils fixent l'apparition d'une âme chez les fœtus à 40 jours pour les garçons et à 80 jours pour les filles. La Constitutio Criminalis Carolina, édictée par Charles Quint en 1532, fixe au milieu de la grossesse le moment de l'animation du fœtus, c'est-à-dire dès que la mère perçoit ses mouvements. Néanmoins, le pape Sixte Quint condamne formellement l'avortement, quel qu'en soit le terme. Des femmes, au péril de leur vie en raison des techniques utilisées et du manque d'hygiène, s'avortent alors elles-mêmes, font appel à leur entourage ou recourent à un tiers.
Anna Maria Sibylla Merian (1647-1717), au retour de son voyage au Suriname, rapporte, concernant Caesalpinia pulcherrima, que « les esclaves indiennes et africaines utilisent les graines de cette plante pour avorter, afin que leurs enfants ne naissent pas esclaves, comme elles » (1705).
Dès la fin du XVIIIe siècle en France et au XIXe siècle dans les autres pays d'Europe occidentale, les femmes mariées y recourent de plus en plus souvent afin de limiter la taille de leur famille. Elles font appel à des femmes sans qualification, surnommées « faiseuses d'anges », parmi lesquelles les « tricoteuses » (car utilisant des aiguilles à tricoter pour percer la poche des eaux ou ouvrir le col de l'utérus et entraîner une fausse-couche). L'avortement dans ce contexte se pratique toujours dans la clandestinité, notamment par l'intervention appelée « dilatation et curetage ». La médecine du XIXe siècle voit des progrès dans les domaines de la chirurgie, de l'anesthésie et de l'hygiène. À la même époque, des médecins associés à l'Association médicale américaine font pression pour l'interdiction de l'avortement aux États-Unis alors que les interruptions de grossesse sont de plus en plus punies, comme l'attestent en France l'article 317 du code pénal de 1810 qui punit de la réclusion d'un an à cinq ans aussi bien la femme qui avorte que le tiers avorteur, ou les articles 58 et 59 du Offences against the Person Act 1861 (en) adoptés par le Parlement du Royaume-Uni qui criminalise l'avortement.

### AuxXXeetXXIesiècles
Dans les années 1970, des féministes américaines développent la méthode de Karman qui permet d'avorter en sécurité.
En Angleterre et aux États-Unis, cet avortement par aspiration se pratique en consultation externe, parfois dénommé « lunch-time abortion » (avortement pratiqué à l'heure du déjeuner). L'avortement devient plus sûr, ne nécessite aucun cadre hospitalier et peut même être réalisé par des non-médecins.
Aujourd'hui, les méthodes médicalisées d'avortement sont médicamenteuses ou chirurgicales ; elles peuvent être utilisées quel que soit le statut légal de l'avortement, mais avec des possibilités d'accès et de sécurité très différentes selon les contextes : quand et là où l'avortement est illégal selon les pays, régions et contextes, les avortements médicalisés coexistent plus ou moins avec les méthodes traditionnelles  ; 
- ou quand la femme enceinte (par exemple dans une région très isolée) n'a pas d'accès à l'avortement médicalisé ou quand d'autres obstacles sont en jeu (âge, situation familiale, contexte social et religieux, manque d'argent...)[3] elle est plus susceptible de recourir à une méthode d'efficacité douteuse et/ou pouvant amener à des effets secondaires graves et/ou des complications dangereuses voire mortelles[3] ;
- Les femmes souhaitant avorter et en ayant les moyens se rendent dans des endroits où l'avortement est légal, ou prennent des médicaments sûrs, approuvés par l'OMS pour mettre fin à leur grossesse hors du système de santé formel. En Amérique latine, où l'avortement autogéré est répandu, des baisses importantes de la mortalité due à l'avortement à risque ont été documentées sans que les lois restrictives sur l'avortement ne soient largement modifiées[23].
- Le non-accès à l'avortement légal impose aussi à de nombreuses femmes des grossesses non désirées source de souffrance pour ces femmes et souvent pour leurs enfants et leurs familles. Selon J. Bearak et al (2020), environ 70 % des grossesses non désirées se concluent par un avortement là où il est légal, contre 50 % là où il ne l'est pas [2]. En outre dans certains pays ayant légalisé l'avortement (ex : Colombie, Tunisie, Afrique du Sud et Népal), de nombreuses femmes n'y ont pas accès sont par manque de cliniciens et une faible connaissance de leurs droits par ces femmes, faisant que beaucoup d'avortements sont encore pratiqués hors du système légal, au risque de complications graves voire mortelles[24],[2].
- L'étude Turnaway, basée sur le suivi durant 5 ans de 1000 femmes ayant demandé un avortement aux États-Unis, a comparé les effets socio-économiques et sur la santé de la femme selon que l'avortement a été accepté ou refusé[2]. Elle a conclu à « de graves conséquences sur la santé physique lors de la poursuite de la grossesse et lors de l'accouchement, y compris la mort[2]. Les femmes et leurs enfants existants et ultérieurs ont aussi connu de plus grandes difficultés économiques et autres lorsque l'avortement a été refusé. Les femmes étaient plus susceptibles de continuer à être exposées à la violence entre partenaires intimes, et moins susceptibles d'avoir une grossesse prévue dans de meilleures circonstances plus tard et moins susceptibles de réaliser leurs propres aspirations »[2].

### Statistiques récentes (issues de modélisation de 2020)
Il n'existe pas de statistiques fiables à échelle mondiale, mais selon un modèle bayésien publié en 2020 dans The Lancet :  en 5 ans (2015-2019), environ 121,0 millions de grossesses non-désirées ont eu lieu par an (intervalle d'incertitude de 80 % [UI] 112,8-131,5), soit en moyenne dans le monde 64 grossesses non-désirées (UI 60-70) pour 1000 femmes (de 15 à 49 ans) chaque année. 
Parmi les grossesses non désirées, 61% environ se sont terminées par un avortement (soit 73,3 millions d'avortements par an), correspondant à un taux d'avortement mondial de 39 avortements pour 1000 femmes (de 15-49 ans).
Cette étude conclut aussi que :
- plus le revenu est élevé, moins il existe de grossesses non-désirées[25] ;
- les taux d'avortement varient de manière non-monotone d'un groupe de richesse à l'autre[25] ;
- quand et là où l'avortement est limité, la part de grossesses non-désirées se terminant par un avortement croît par rapport à la proportion de 1990-94, et le taux de grossesses non-désirées croît plus que dans les pays où l'avortement est largement légal[25] ;
- temporellement (de 1990-94 à 2015-19), les grossesses non-désirées tendent à diminuer dans le monde, et les grossesses non désirées se terminant plus souvent par un avortement qu'avant. Le taux d'avortement moyen mondial en 2015-2019 était donc à peu près égal aux estimations pour 1990-94.
- vivre dans un pays riche donne un meilleur accès aux soins de santé sexuelle et reproductive[25] ;
- des femmes cherchent à avorter même là où l'avortement est restreint[25].

## Légalisation de l'avortement

### Vue à l'échelle mondiale
Dans le monde, à la fin des années 2010, 58 pays autorisent l'avortement « sans condition » ; dans d'autres pays, ce droit est très limité ou bien l'avortement est interdit. Différentes variations existent, tant lorsque l'avortement est interdit (vie de la femme en danger, etc.) ou qu'il est autorisé.

### En Europe
Au début du XXe siècle, de nombreux pays commencent à légaliser l'avortement quand peut sauver la vie de la femme et parfois pour protéger sa santé.

#### En Espagne
Durant la Seconde République (1931-1936), qui consacre les droits des femmes bien avant d'autres pays européens, la ministre de la Santé Federica Montseny légalise le droit à l'avortement en Catalogne. Ce droit, comme d'autres avancées féministes, est révoqué par Franco à son arrivée au pouvoir par la force après la guerre d'Espagne.
L'Espagne doit attendre la mort du dictateur et le retour de la démocratie pour voir l'avortement légalisé et renforcé au cours des années.
L'infirmière féministe centenaire Ángeles Flórez Peón (1918-2024) est l'une des grandes personnalités espagnoles contemporaines militant pour le droit à l'avortement.

#### En France
Le 5 avril 1971, le journal Le Nouvel Observateur publie une pétition portant 343 signatures de femmes déclarant avoir recouru à l'avortement. Parmi elles se trouvent de nombreuses personnalités telles que Simone de Beauvoir, Catherine Deneuve, Jeanne Moreau, Françoise Sagan, Delphine Seyrig. Elles s'exposent ainsi à des poursuites judiciaires.
La Loi Veil du 17 janvier 1975 dépénalise l'interruption volontaire de grossesse (IVG).
Le 4 mars 2024, le Parlement, réuni en Congrès au Château de Versailles, a approuvé par 780 voix contre 72, le projet de loi permettant d'inscrire définitivement l'IVG dans la Constitution. La France devient le premier pays au monde à inscrire explicitement dans sa Constitution l’IVG.

#### En Belgique
Le 29 mars 1990, la dépénalisation de l'avortement est approuvée à 126 voix contre 69 et 12 abstentions à la Chambre des députés. Le roi Baudouin abdique pour une durée de 36 heures en invoquant l'article 82 de la Constitution de « l'impossibilité de régner ». Catholique, le roi affirma que sa conscience ne lui permettait pas de signer le texte sur l'IVG, tout en acceptant que cette loi était nécessaire à son pays.

#### En Russie
En Union soviétique, Alexandra Kollontai, alors commissaire du peuple à l'Assistance Publique, fait lever l'interdiction et la pénalisation de l'avortement en 1920, faisant de l'Union soviétique le premier pays à avoir légalisé l'avortement. Staline l'interdit à nouveau en 1936 mais il est rétabli dans l'urgence en 1955 pour lutter contre la mortalité natale entraînée par les avortements clandestins.

#### Autres pays
Dans les années 1930, plusieurs pays (Pologne, Turquie, Danemark, Suède, Islande, Mexique), légalisent l'avortement dans certains cas particuliers (viol, menace pour la santé de la mère, risque de malformation du fœtus).

### En Amérique

#### Aux États-Unis
L'avortement a été autorisé aux États-Unis, dans tous les États, sous certaines conditions. Le 15 mai 2019, l'Alabama a interdit la totalité des IVG,. Puis le 24 juin 2022 la Cour suprême des Etats-Unis annule l’arrêt Roe vs Wade qui reconnaissait le droit à l'avortement au niveau fédéral.

#### Au Canada

##### Québec
L'histoire du droit à l'avortement au Québec est caractérisée par une série d'évolutions législatives et sociales qui ont façonné la réglementation de cette pratique. Avant 1969, les avortements étaient illégaux sur l'ensemble du territoire canadien, y compris au Québec. Les femmes qui souhaitaient interrompre leur grossesse étaient souvent confrontées à des méthodes très dangereuses, engendrant ainsi des préoccupations majeures en matière de santé publique. En 1969, le gouvernement fédéral a introduit la Loi C-150, qui a partiellement dépénalisé l'avortement. Cette loi autorisait la pratique de l'avortement dans des circonstances précises, par exemple, lorsque la vie de la mère était en danger. L’annonce ou la vente de produits contraceptifs était dorénavant permise. Toutefois, cette loi n'a pas réussi à résoudre de manière satisfaisante le probléme de l'accès à l'avortement dans la province[réf. nécessaire]. Durant les années 1970 , un rassemblement significatif de femmes a eu lieu sur la colline du Parlement à Ottawa, où elles ont exprimé leur position en faveur du droit à l'avortement. Par la suite, un mouvement similaire s'est constitué à Montréal, marquant ainsi la première manifestation québécoise en faveur du libre choix. En 1988, la Cour suprême du Canada a rendu une décision historique dans l'affaire R. c. Morgentaler, qui a invalidé les lois provinciales qui réglementait l'avortement. Cette décision a eu pour conséquence de décriminaliser l'avortement au Canada. Néanmoins, la question de l'accès à l'avortement est restée un enjeu politique et social majeur au sein de la société québécoise. À l'heure actuelle, l'avortement est légal et largement accessible au Québec. Des services d'avortement sont proposés dans les hôpitaux ainsi que dans des cliniques spécialisées et les coûts sont pris en charge par l'assurance maladie provinciale.

###### Le combat de juridique du docteur Henry Morgentaler
Au Québec, le combat juridique du Dr Henry Morgentaler marque un point tourant pour un libre accès à l’avortement. Le Dr Morgentaler pratiquait illégalement des avortements au Québec, se portant ainsi à la défense du droit des femmes à disposer de leur corps. Le Dr Morgentaler ne s’était jamais caché de pratiquer des avortements. Il avait toujours soutenu « qu’une mauvaise application de la loi, notamment l’absence de pratique d’avortement, l’autorisait, en quelques sortes de pratiquer des avortements ». La bonne réputation du médecin et de sa clinique attira plusieurs femmes de partout à travers le monde. Il fut arrêté une première fois en 1970, ce qui marque le début d’une des batailles les plus controversées au Québec. Le Dr Morgentaler avait été reconnu coupable par la Cour d’appel du Québec le 15 août 1973 « avec l’intention de provoquer l’avortement d’une personne de sexe féminin, employé quelque moyen pour réaliser son intention à savoir la manipulation et l’emploi d’un instrument ». Lors de son arrestation, il déclara avoir pratiqué 5 000 avortements jusqu’à son premier acquittement. En janvier 1988, la Cour suprême du Canada a invalidé les dispositions du Code criminel concernant l’avortement, dans un jugement face au Dr Morgentaler. Cinq juges majoritaires ont rédigé des jugements distincts. Seul le juge Wilson prétend « que l’interdiction de l’avortement porte atteinte au droit de la liberté ». Selon le Juge Wilson, chaque individu a le droit de faire ses propres choix, selon le droit à la liberté, le choix de se faire avorter fait partie de la sphère privée d’un individu. Les quatre autres juges majoritaires évoquent qu’un fœtus est un être humain, alors la protection du fœtus est plus importante que les droits de la femme. Le combat d’Henry Morgentaler a entraîné des répercussions juridiques, puisque quelques années plus tard, l’avortement fût décriminalisé et il est devenu légal au Québec.

###### Affaire Tremblay vs Daigle
Au Québec, une des affaires qui sont allées jusqu’en Cour suprême au sujet de l’avortement est l’affaire Tremblay v. Daigle. En juillet 1989, ces deux personnes ont conçu un enfant, mais après la rupture du couple, Mme Chantal Daigle souhaite mettre un terme à sa grossesse. C’est alors que Monsieur Tremblay obtient une injonction afin de stopper son ex-conjointe. Tous deux sont appuyés par les mouvements de pro-choix et pro-vie, respectivement.
Lors de sa bataille, Mme Daigle tente de faire comprendre son point ; on ne peut utiliser les droits du fœtus pour interdire un avortement et le père n’a pas de droit sur le fœtus ou le corps de la femme. Finalement, après avoir été avortée aux États-Unis avant la décision finale, les neuf juges de la Cour suprême penchent de son côté.
Monsieur Tremblay obtient plusieurs injonctions afin de ralentir les démarches de Mme Daigle. Le juge Viens de la Cour supérieure tranche qu’en respectant la Charte québécoise, et qu’en considérant qu’un fœtus est un être à part entière, on devrait « garantir le droit de vie à tout être humain ».
La Cour suprême penche du côté de Chantal Daigle et au même moment brise l’injonction qui lui demandait d’arrêter les démarches pour avorter. Madame Daigle n’a donc obtenu aucune conséquence à la suite de son avortement prématuré. Ce grand débat a imposé les limites des droits du fœtus. En effet, après 1989, les droits qui proviennent de la Constitution canadienne s’étend à toutes personnes après leur naissance.  La Cour émet aussi à ce moment que les pères n’ont aucun droit de propriété sur l’enfant et que seule la mère peut décider de mener à terme ou non la grossesse.

### Amérique latine
L'avortement est interdit dans tous les pays d'Amérique latine, à exception de Cuba (depuis les années 1960), en Uruguay (depuis 2012) et en Argentine (depuis 2020). Certains états du Mexique l'autorisent également : c'est le cas de Mexico, Oaxaca, Hidalgo, Veracruz, la Basse-Californie et Colima. De nombreux pays, comme le Chili, l'autorisent dans des circonstances exceptionnelles : viol, malformation du fœtus ou danger pour la santé de la femme.

### En Afrique

#### En Tunisie
L'avortement en Tunisie est légal depuis 1973 et pratiqué gratuitement, à la demande de la femme, jusqu'à trois mois de grossesse.